# أوروبا الشمالية

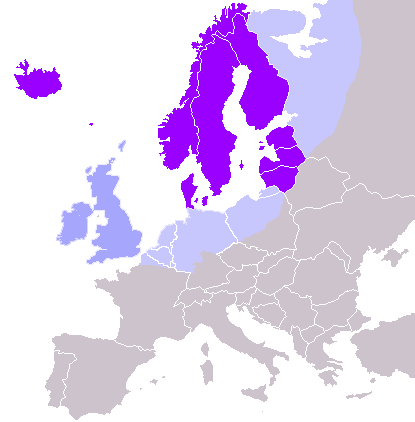
أوروبا الشمالية

أوروبا الشمالية أو المنطقة الشمالية من أوروبا هي منطقة جغرافية لها عدة تعريفات. قد يصف التعريف المقيد شمال أوروبا على أنه شمال الساحل الجنوبي لبحر البلطيق تقريبًا أي حوالي 54 درجة شمالًا، أو قد يعتمد على عوامل جغرافية أخرى مثل المناخ والبيئة. المناخ السائد في هذه المنطقة هو المناخ المحيطي بشكل أساسي ، بالإضافة إلى المناخ القاري الرطب [الإنجليزية]، المناخ شبه القطبي والتندرا.

## التصنيف
هناك تعريفات مختلفة لشمال أوروبا والتي غالبًا ما تشمل الجزر البريطانية ودول الشمال ودول البلطيق وأحيانًا جرينلاند وشمال ألمانيا وشمال بيلاروسيا وشمال غرب روسيا.

### تصنيف مخطط الأرض للأمم المتحدة
المخطط الجغرافي للأمم المتحدة هو نظام ابتكره قسم الإحصاء في الأمم المتحدة (UNSD) والذي يقسم دول العالم إلى مجموعات إقليمية ودون إقليمية بناءً على الترميز M49. يستخدم هذا التقسيم لأغراض إحصائية ولا يعني ضمنيًا أي افتراض يتعلق بالانتماء السياسي أو أي انتماء آخر لبلدان أو أقاليم.
في المخطط الجغرافي للأمم المتحدة، تصنف البلدان التالية على أنها شمال أوروبا:
- الدنمارك
- إستونيا
- فنلندا
- أيسلندا
- أيرلندا
- لاتفيا
- ليتوانيا
- النرويج
- السويد
- المملكة المتحدة

بالإضافة إلى المناطق التابعة التالية:
- جزر أولاند
- جزر القناة الإنجليزية (غيرنزي، جيرزي)
- جزر فارو
- جزيرة مان
- سفالبارد ويان ماين